# Обман (Цілком таємно)

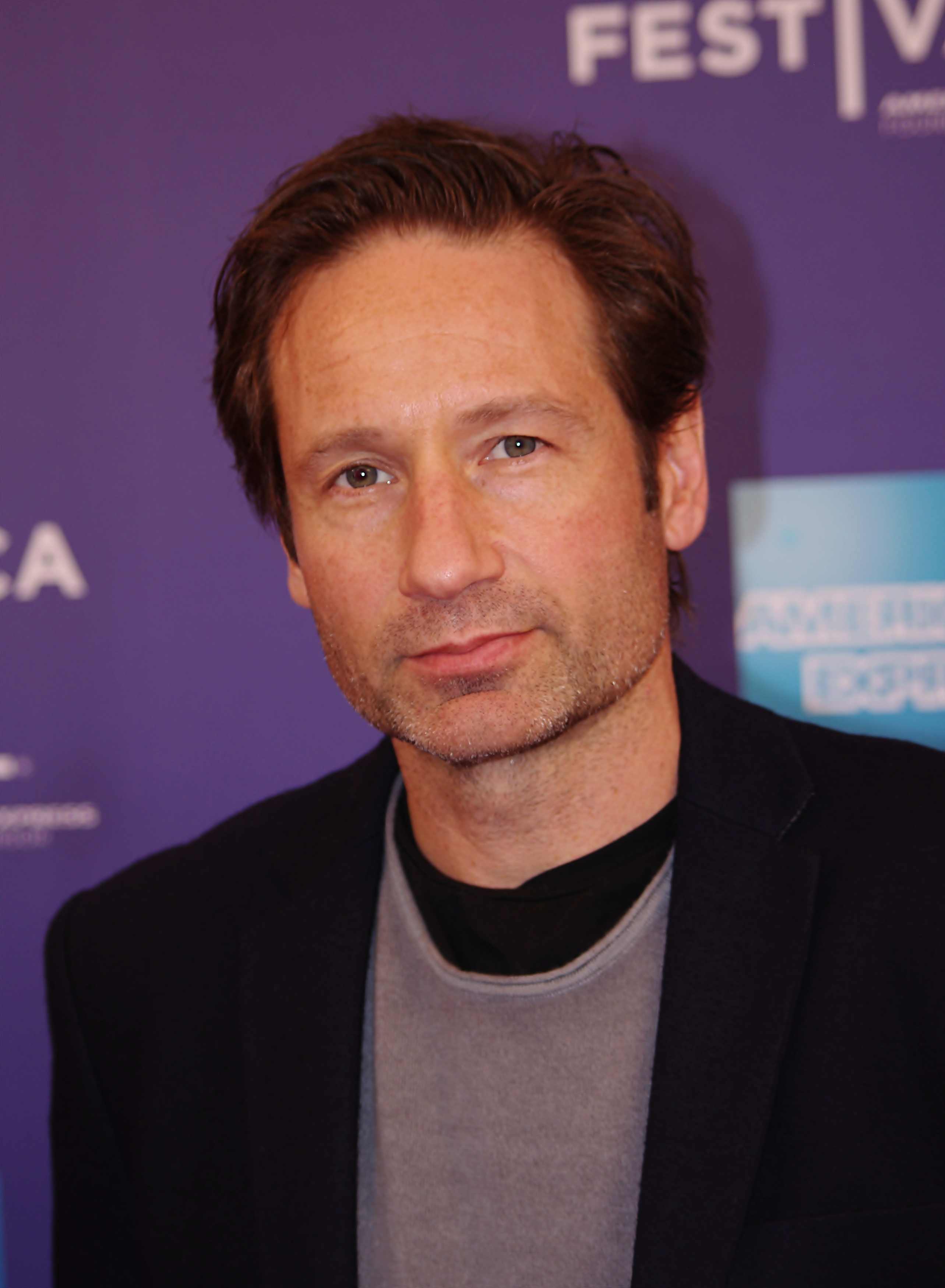

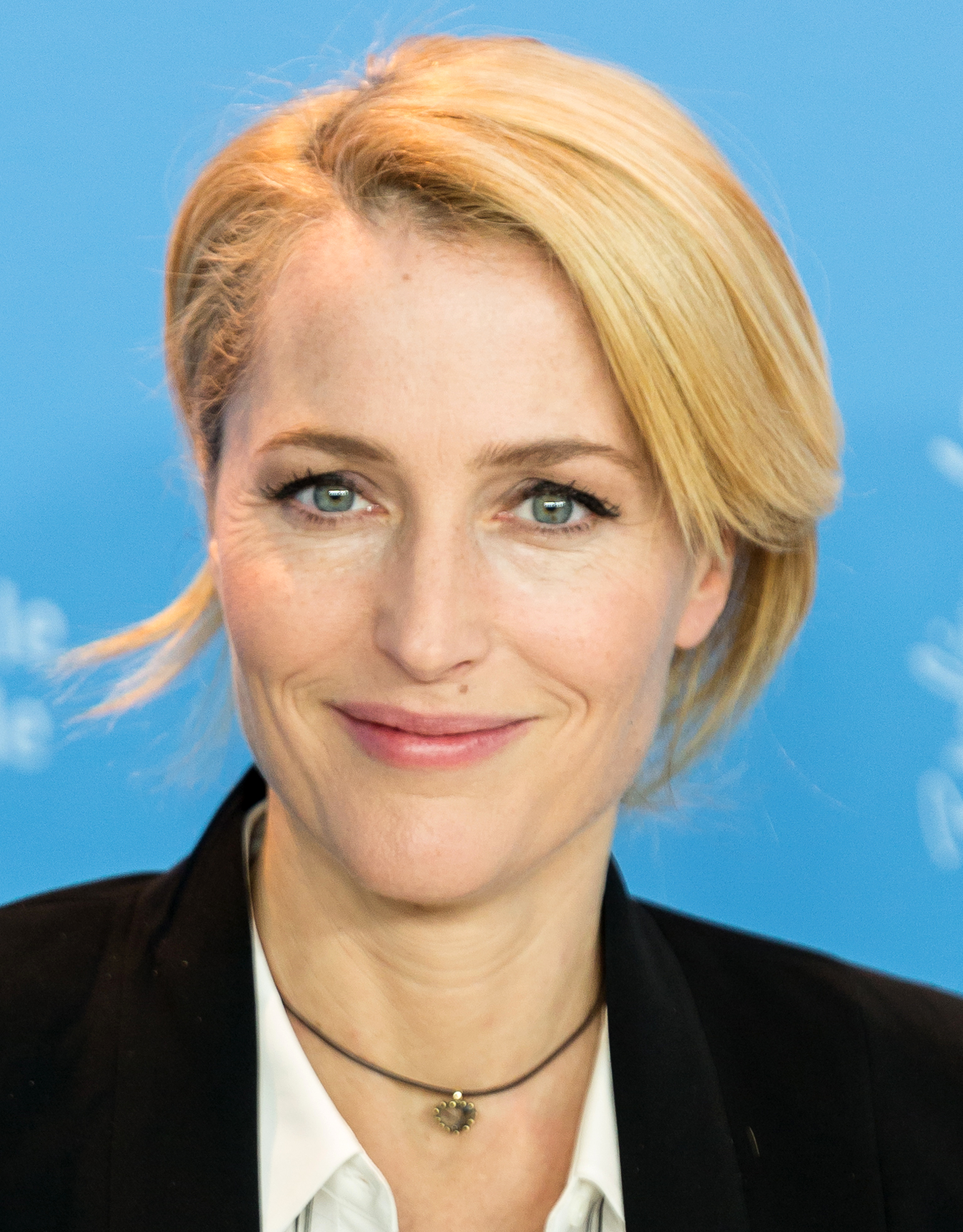

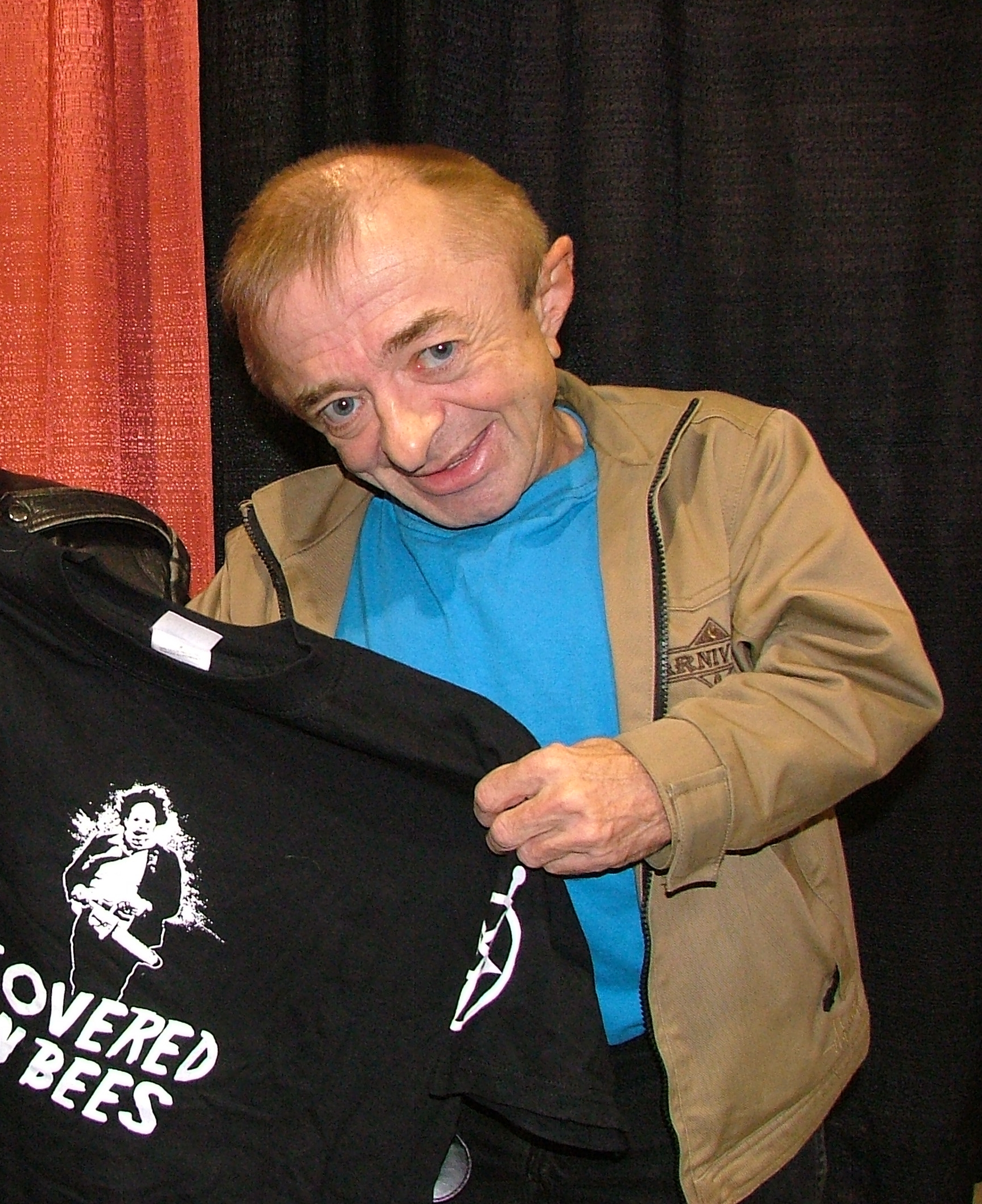

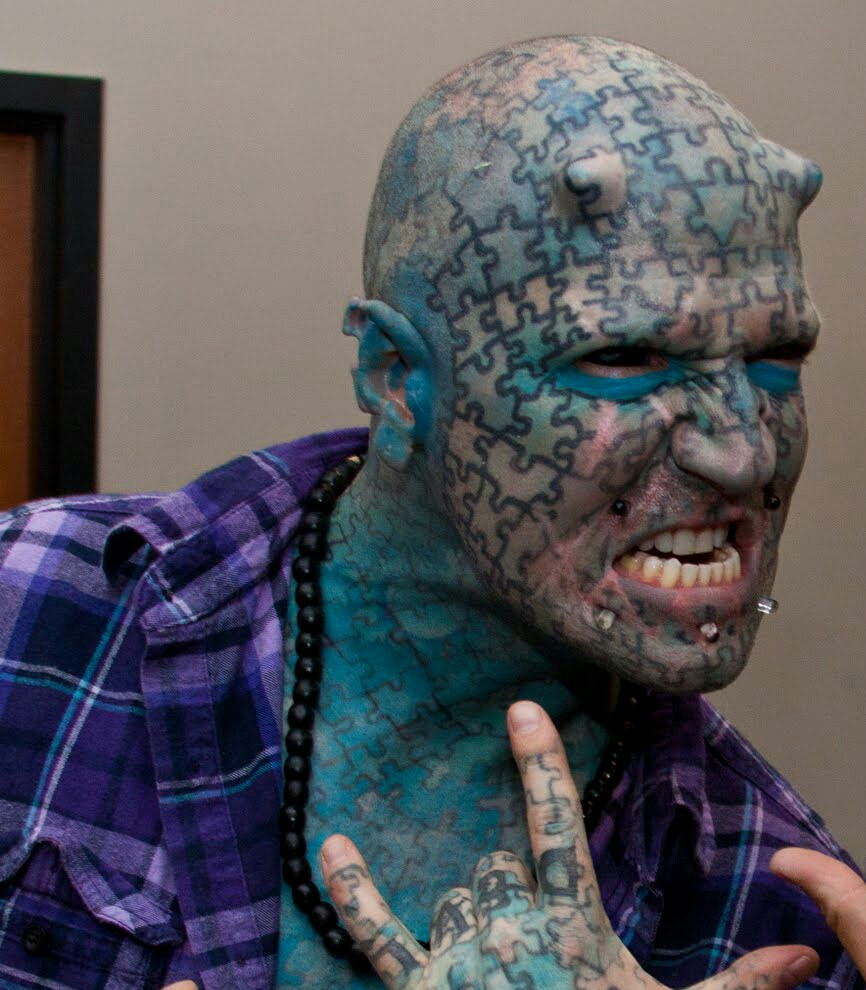

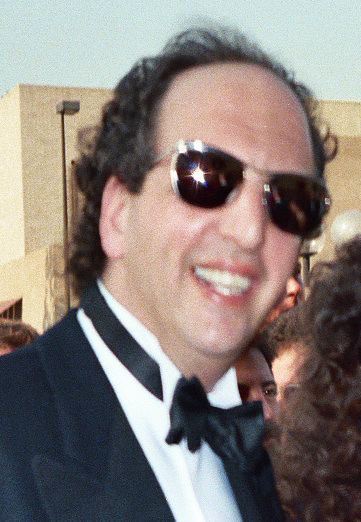

Обман (англ. Humbug) — двадцята частина другого сезону серіалу «Цілком таємно» («Секретні матеріали»).

## Зміст
У містечку Гібсонтон (штат Флорида) однієї ночі двоє малих братів грають у своєму домашньому відкритому басейні. Таємнича фігура підходить з лісу, що оточує їх будинок, і непомітно стрибає в басейн. Це Джерал Вейсбрук — «Людина-алігатор», батько хлопчиків, який лякає своїх синів жартома. Після веселощів і сміху в басейні «Людина-алігатор» каже своїм дітям повернутися в будинок, оскільки вже пізно і час лягати спати. Хлопчики залишають басейн, а батько залишається, щоб поплавати. Невідома таємнича фігура підходить до басейну з лісу, атакує та вбиває «людину-алігатора» в басейні.
На похованні безрукий пастор перегортає Біблію ногою. Фокс Малдер та Дейна Скаллі в Гібсонтоні намагаються розслідувати серію нападів невідомого нападника у спільноті колишніх виконавців циркового шоу. Вони відвідують похорон «людини-алігатора» (у якого був іхтіоз). Серед людей, яких вони зустрічають згодом — це «саморобні виродки», доктор Блокхед (який перервав похорон, вилізши із ями та забивши залізничний костур у власні груди) та його «вундеркіндський» попутник Блювотник — він будь-що з'їсть, але нічого не каже. Агенти також зустрічаються з колишнім виконавцем Джимом Джимом (Dogface Boy), який згодом став місцевим шерифом після того, як його обличчя пережило випадання волосся.
Шериф приводить агентів до місцевого художника Гефкетта де Гелма — він оповідає про «русалку з Фіджі». Малдер та Скаллі залишаються на майданчику для причепів, назва якого Gulf Breeze посилається на інцидент НЛО в Галф Бриз 1987 року (також згадуваний в епізоді 1 сезону). Вони зустрічають недовірливого менеджера містера Нутта та Ланні, алкоголіка з недорозвиненим поєднаним близнюком Леннардом. Агенти чують історію про легендарну русалку з Фіджі, звичайну історію з XIX століття, яка, як правило, виявлялася мавпою із прикріпленим риб'ячим хвостом — «хамбуг» (Humbug).
Попри звичний скептицизм Скаллі, Малдер заінтригований через те що схоже на сліди, залишені таємничим нападником.
Однієї ночі містер Натт смертельно атакований істотою з вікна. Фокс бачить поїдаючого зловлену рибу гравця місцевого цирку («Блювотник», людина-головоломка). Близнюк-носій повідомляє Скаллі про вбивство. Агенти виявляють, що нападник — близнюк Ланні, Леннард, який здатний відокремлюватися від його тіла. За словами Ланні, Леннард нападає на людей і намагається заритися в них, тому що він шукає нового брата, який замінить його — він вмирає від печінкової недостатності через роки зловживання алкоголем.
В Гібстонському музеї людей-химер Скаллі дізнається історію смерті сіамських близнюків; екскурсовод оповідає про «довбнів» і «блювотників» та «Хлопчика із собачим обличчям». Фокс перестріває коротуна під трейлером Скаллі. Скаллі оповідає про місцевого шерифа (знайденого 1943 року в Албанії хлопчика із собачим обличчям «Джим-Джима»). Агенти спостерігають за шерифом та роблять ексгумацію його картоплини. Шериф оповідає про своє попереднє життя. Тим часом відокремлений близнюк убиває коротуна.
Ланні замикається в місцевій в'язниці, намагаючись утримати Леннарда від втечі. Людина-довбня демонструє свої здатності і невдало намагається утекти. Уночі до Ланні пробирається близнюк. Агенти переслідують відокремленого близнюка в павільйоні сміху. Ланні вмирає протягом ночі. Вийшовши з кімнати сміху, агенти виявляють, як відповзає відокремлений близнюк. Відокремлений близнюк нападає на людину-головоломку. Переслідуючи агенти бачать Головоломку — він лежить на землі, розтираючи живіт.
Циркові артисти пакуються та повідомляють Нечутливій людині про деталі справи. Головоломка виглядає погано, і Малдер запитує, в чому справа. Головоломка відповідає — «Мабуть щось не те з'їв».

## Знімались
| Актор               | Роль                   |
| ------------------- | ---------------------- |
| Девід Духовни       | Курець                 |
| Джилліан Андерсон   | Дейна Скаллі           |
| Джим Роуз           | доктор Блокхед         |
| Вейн Грейс          | шериф Джеймс Гамільтон |
| Майкл Джей Андерсон | містер Натт            |
| Енігма              | людина-загадка         |
| Вінсент Скіавеллі   | Ланні                  |
| Алекс Дьякун        | куратор                |
| Джон Пейн           | Глазеброк              |
| Деніс Сімпсон       | офіціантка-гермафродит |